# Martesia cuneiformis
Martesia cuneiformis är en musselart som först beskrevs av Thomas Say 1822.  Martesia cuneiformis ingår i släktet Martesia och familjen borrmusslor. Inga underarter finns listade i Catalogue of Life.